# Chilenische Badmintonmeisterschaft 2014
Die Chilenische Badmintonmeisterschaft 2014 fand vom 20. bis zum 22. Juni 2014 in Concón statt.

## Medaillengewinner
| Disziplin    | Gold                          | Silber                          | Bronze                                   |
| ------------ | ----------------------------- | ------------------------------- | ---------------------------------------- |
| Herreneinzel | Iván León                     | Esteban Mujica                  | Cristian Araya                           |
| Herreneinzel | Iván León                     | Esteban Mujica                  | Jose Undurraga                           |
| Dameneinzel  | Chou Ting Ting                | Sara Megé                       | Niria Baeza                              |
| Dameneinzel  | Chou Ting Ting                | Sara Megé                       | Jenny Cepeda                             |
| Herrendoppel | Cristian Araya Bastian Lizama | Iván León Esteban Mujica        | Manuel González Ricardo Muñoz            |
| Herrendoppel | Cristian Araya Bastian Lizama | Iván León Esteban Mujica        | Nikolas Ferruzola Mauricio Muñoz         |
| Damendoppel  | Sara Megé Natalia Villegas    | Niria Baeza Chou Ting Ting      | Maria Ignacia Henriquez Andrea Montero   |
| Damendoppel  | Sara Megé Natalia Villegas    | Niria Baeza Chou Ting Ting      | Jenny Cepeda Belen Troncoso              |
| Mixed        | Esteban Mujica Chou Ting Ting | Cristian Araya Natalia Villegas | Nikolas Ferruzola Niria Baeza            |
| Mixed        | Esteban Mujica Chou Ting Ting | Cristian Araya Natalia Villegas | Patricio Álvarez Maria Ignacia Henriquez |